# 글로벌 일루미네이션
글로벌 일루미네이션 (짧게 GI, illumination은 3d 그래픽스에서 씬을 렌더링할 때 사용하는 조명 알고리즘을 일컫는다.), 혹은 간접적인(indirection) 일루미네이션, 이란, 3d 컴퓨터 그래픽스에서 3d 씬에 좀더 사실적인 라이팅을 추가하기 위한 알고리즘이다. 이러한 알고리즘들은, 보통 두가지를 고려해서 만들어진다. 첫번째로는 광원으로부터 직접 오는 빛(직접 조명)들이고, 나머지는 같은 광원에서부터 왔지만 다른 표면에서 반사되어 간접적으로 온 빛(간접 조명)들이다.
이론적으로 반사와 굴절, 그림자는 이러한 글로벌 일루미네이션에서 나타나는 현상들이다. 왜냐하면 이 알고리즘에서는 하나의 물체가 직접 조명에만 영향을 받는 것이 아니라, 다른 물체와 서로 영향을 주고 받기 때문이다. 실제로는 난반사 혹은 코스틱(caustic)만을 글로벌 일루미네이션이라고 부른다.
글로벌 일루미네이션을 사용해서 렌더링하면, 직접 조명 알고리즘만을 사용해서 만들어진 이미지보다 때로는 더 사실적인 결과가 만들어진다. 하지만 이러한 이미지들은 계산적으로 더 비싸고 오랜 시간이 걸린다. 일반적인 접근 중 하나는, 씬의 전역 조명을 계산하고, 기하 정보를 저장하는 것이다(예를 들면 radiosity).

## 같이 보기
- 편의 추정량